# 領土問題
領土問題（りょうどもんだい）または領土紛争（りょうどふんそう）とは、該当する地域がどの国家の領域に属するかを国家間で争うことである。

## 概説
国境の線引きに関するわずかな見解の相違や小さな無人島の帰属といったレベルから、主権国家を自称している地域全体を別の国家が自国領土と主張する場合（台湾問題や西サハラ問題など）まである。後者の場合は国家の承認問題にも発展する。
領土問題を抱える国家同士の関係も様々である。係争地域の実効支配をめぐる深刻な対立・衝突がなく、友好的に外交や貿易、国民の往来が続く場合もあれば（ウイスキー戦争など）、分断工作を背景とする民族紛争や植民地独立運動を含めて戦争やテロのきっかけになることも多い（ノモンハン事件、印パ戦争など）。これら領土問題を戦争に発展させないために、国連は加盟国に対し国際連合憲章に基づき平和的かつ国際正義に則って解決することを加盟国に求めており、同第2条により、一国が他国の領土を武力によって占有することを禁じている。しかしながら現代においてもなお、ある係争国によって無人の係争地を占拠したり、係争地にいる他国の軍隊・警備隊や住民の抵抗を実力で排除して軍事占領したりする例はなお多くある。
よく領土問題の原因になるのが、その土地にある石油などの天然資源や農地、重要建造物、国境付近にある川とその流路変更である。また離島はそれ自体に経済的価値がほとんどなくても、本土から離れた軍事拠点として有用だったり、周囲に広大な領海や排他的経済水域（EEZ）、大陸棚が付属する可能性が高かったりするため、係争対象になりやすい。各国・民族のナショナリズムが高まった近現代では、人が住むには厳しい絶海の孤島や砂漠や高山であっても領土問題の対象となる（南沙諸島など）。
また、その土地を最初に占有した国家が領有を明確にしていなかったり、付近に他の国家がありながらもその国家の了解を得ていなかったり、居住民族が移動を繰り返して複数の民族が混住していたりするといった歴史的経緯も、領土問題の原因になりやすい。
各国政府は、係争地の実効支配を確実にしたり、その領有や返還を実現したりするため、国内外世論への訴えかけ、法的な理論武装、外交交渉や国際司法裁判所への付託、戦争など様々な手段をとる。領土問題について、個人が自国政府と異なる見解を示した場合、世論の批判を受けるだけでなくロシアのように法的な罪に問われる国もある（2014年3月の刑法改正による）。

## 領土の権原
領土権を主張する根拠、すなわち領域権原として、歴史的には以下のようなものがある
- 譲渡
  - 売買（例：アラスカをアメリカ合衆国がロシア帝国から購入）
  - 交換（例：アメリカが旧仏領ルイジアナの北緯49度以北と英領カナダの北緯49度以南を交換）
  - 割譲（例：下関条約での日本の台湾取得）
- 征服（国際連合憲章下で現在は認められない）
- 先占（無主地を国家が領有意思を持ち実効的に占有すると当該土地がその国の領土になる）
- 添付（自然現象や埋め立て等で土地が拡張する場合）
- 時効（土地を領有の意思を持って相当期間平穏公然に統治することで領有権を取得する場合）

がある。
国際領土紛争では、「国家権能の平穏かつ継続した表示」という権原を基準に判定される場合が多い。

### 消極的領土問題
領土問題、領土紛争となるには2つ以上の国家間で領域に対する領土権の主張（要求）が必要であるが、一方で国際関係上、当該領域に対する領土権は主張しないが、国家承認の文脈において「その領域の領有は認めない」とする立場を表明する事がある。

## 国際司法裁判所への付託
領土問題は当事国同士での外交で解決されるのが望ましいが、当事国間で解決することが困難な場合には、国際司法裁判所 (ICJ) への付託ができる。もっとも国際司法裁判所への付託は、紛争当事国の一方が拒否すれば審判を行うことができず、つまり強制管轄権はない。ただし、双方の当事国が義務的管轄権受託宣言を事前に行っている場合には例外的に付託される。
しかしながら、当事国間で解決することが困難な場合には、ICJは客観的に判定することを推奨している。
例えば、
- ICJ
  - 「連合国とブルガリア、ハンガリー及びルーマニアとの平和諸条約の解釈に関する勧告的意見」（1950）
  - 「カメルーンとナイジェリアとの間の陸地及び海の境界に関する事件」の先決的抗弁に関する判決（1998.6.11, 先決的抗弁5）、
- 常設国際司法裁判所判決
  - 「マヴロマチス事件」（ギリシャ対イギリス 1924）
  - 「上部シレジアのドイツ人の利益に関する事件」（ドイツ対ポーランド 1925）

などの判決が客観的判定の推奨を確認されている。

## 国際判例による規則
塚本孝によれば、これまでのICJ国際判例から次の様な規則が得られる。
1. 中世の事件に依拠した間接的な推定でなく、対象となる土地に直接関係のある証拠が優位。中世の権原は現代的な他の権原に置き換えられるべき。
2. 徴税・課税、法令の適用、刑事裁判、登記、税関設置、人口調査、亀・亀卵採捕の規制、鳥の保護区設定、入域管理、難破事件の捜査などが、国家権能の表示・実効的占有の証拠となる。
3. 紛争が発生した後の行為は実効的占有の証拠とならない。
4. 住民による行為は国家の主権者としての行為ではない。
5. 条約上の根拠がある場合にはそれが実効的占有に基づく主張に優越する。
6. 国は、相手国に向かって行った発言と異なる主張はできない。
7. 相手国の領有宣言行為に適時に抗議しないと領有権を認めたことになる。
8. 歴史的、原初的権原があっても相手国が行政権行使を重ね、相手国の主権者としての行動に適時に抗議しなければ主権が移ることがある。
9. 発見は未完の権原である（実効的占有が行われなければ領有権の根拠にならない）。
10. 地理的近接性は領有根拠にならない。領海内の無人島が付属とされることはある。
11. 地図は国際法上独自の法的効力を与えられることはない。公文書付属地図が法的効力を持つ場合や信頼に足る他の証拠が不足するときに一定の証拠価値を持つ場合はある。

## 世界各地の事例一覧
- 領土問題のある地域（当事国）で記述。カッコ内の先頭の国が当該地域を実効支配していることを示す。
- 単に国家独立の成否のみを問題とするもの（アブハジア問題など）については独立主張のある地域一覧を参照。

### 東アジア
- 主に日本沿岸部〈中国・ロシア・北朝鮮・韓国・台湾（中華民国）〉を含む。

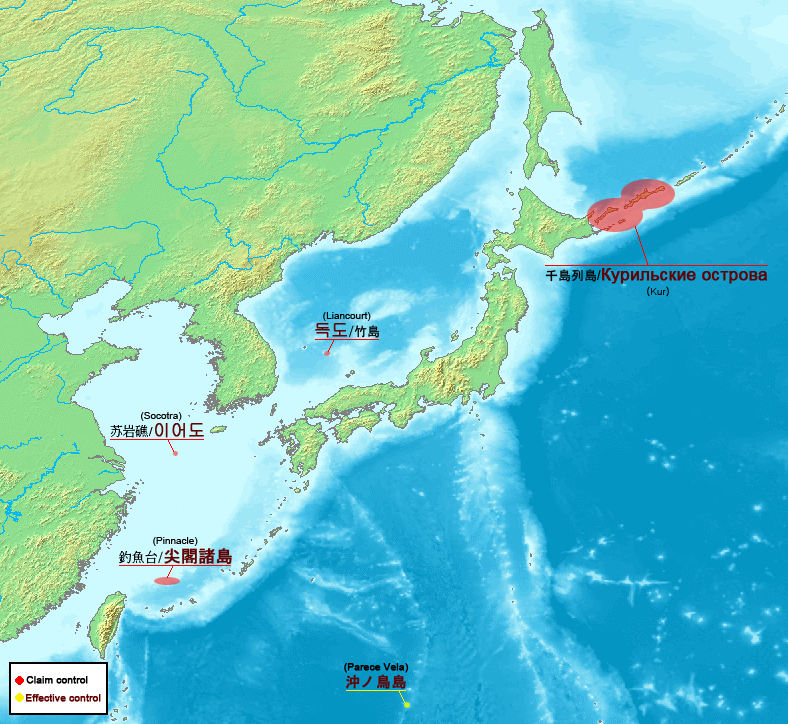
東アジアの領土問題

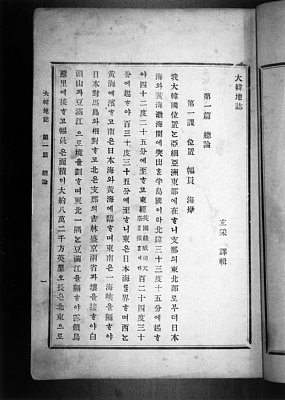
大韓帝国時代の地誌教科書『大韓地誌』
----
竹島（独島）は日本の領土と把握されている

- 択捉島・国後島・色丹島・歯舞群島（ロシア・日本）
  - 1855年の日露和親条約以降、日本領だったが、第二次世界大戦末期にソビエト連邦が日ソ中立条約を一方的に破棄して侵攻し、占領。ソ連解体後はロシアが継承した。日本はこれら4島を北方領土と呼称し、返還を要求している[7]。
  - なお、色丹島と歯舞群島については1956年の日ソ共同宣言で日露間の平和条約締結後に日本に引き渡すことが宣言されているが、未実現。

- 北千島・南樺太（ロシア）
  - 北千島・南樺太ともに日本に属したが、サンフランシスコ平和条約（第2条C項）により、日本は千島列島[注 1]・南樺太及びこれに近接する諸島の権利・権限及び請求権を放棄する事を認めた。前項で述べた通りソ連側は第二次世界大戦の結果獲得した領土のひとつと主張するも、アメリカなど西側諸国はソ連が同平和条約に調印しなかったためソ連による両地域の領有は認めていない立場[8]である。日本政府も「ロシアが実効支配し、他に北千島や南樺太に対する領土権の主張をする国家は存在せず、帰属問題（承認問題）だけが未解決という状態が継続している」[9]という立場をとっている。[疑問点 – ノート]

- 竹島（韓国・北朝鮮・日本）
  - 1905年に日本が編入したが、第二次世界大戦後の日本の主権回復直前に韓国が軍事占領し、現在も「軍国主義時代の日本が強制的に編入した島」であったとの主張の下で実効支配しているが、日本も領有権を主張している。また、朝鮮半島全体の領有権を主張する北朝鮮も「民族固有の領土」として竹島の自国への帰属を主張している。
  - 日本側は韓国に対して3回にわたりICJへの付託を提案しているが、韓国側は「独島に領土問題は存在しない」との見解により、その都度これを拒否している。なお、韓国が日本の保護国となる以前の1889年発行の大韓帝国の教科書には「竹島（独島）は韓国領でない」記述が記され、韓国・北朝鮮側の主張には根拠が薄いことが指摘されている[10]。

- 尖閣諸島（日本・中国・台湾）
  - 1895年以降日本が領有してきたが、1970年に国際連合が尖閣諸島周辺の鉱物資源の存在について報告書を提出して以降、中華人民共和国・中華民国（台湾）が領有権を主張。日本側は尖閣諸島に領有権問題は存在しないとの立場である。

- 中国大陸（中国・台湾ほか）
  - 1946年から続いた国共内戦の末中国共産党が中華人民共和国を建国して事実上勝利したが、中国国民党率いる中華民国も台湾で「中国の正統な政府」を主張している。このため中華民国は現在、中華人民共和国の支配する中国大陸の支配権を主張している。
  - なお、中華民国側は中国大陸統治時代の領土主張を引き継いでいるため、ラオスを除く全ての旧隣接国と国境問題を抱える。

- 外蒙古（モンゴル・台湾）
  - 台湾は、1945年から1952年まで、そして2002年から現在までモンゴルの独立を承認している。しかし、中華民国憲法の下では、この地域も領土の一部としている為、現在も正式に領有権の主張は破棄されていない。

- 白頭山（北朝鮮・中国・韓国）
  - 現在、北朝鮮と中国によって分割されているが、韓国は白頭山全体の領有権を主張している（前述の通り韓国は朝鮮半島全土の領有を主張しているため、飛地とはならない）。

- 間島（中国・韓国・台湾）
  - 中国と北朝鮮との国境の町。中国側が実効支配しているが、歴史問題（高句麗史）を巡って大韓民国が領有権を主張している。また、中国大陸の領有主張のもと台湾も領有権を主張。

- 台湾・澎湖諸島（台湾・中国）
  - 第二次世界大戦の日本の敗北以降、中華民国政府が一貫して実効支配しているが、中華人民共和国側も領有権を主張している。

- 鹿屯島（ロシア・北朝鮮・韓国）
  - ソ連と北朝鮮の間で確定された国境線ではソ連側に属したが、朝鮮半島全体の領有を主張する韓国はこれを不当としている。

- 丁岩礁（韓国・中国・台湾）
  - 「丁岩礁」は、中国側の名称。現在は、波浪礁（パランチョ、파랑초）として韓国が実効支配している。

- 蘇岩礁（韓国・中国）
  - 韓国が実効支配する岩礁。中国との間に論争がある。

### 東南アジア
- 南沙諸島（中国ほか6か国）

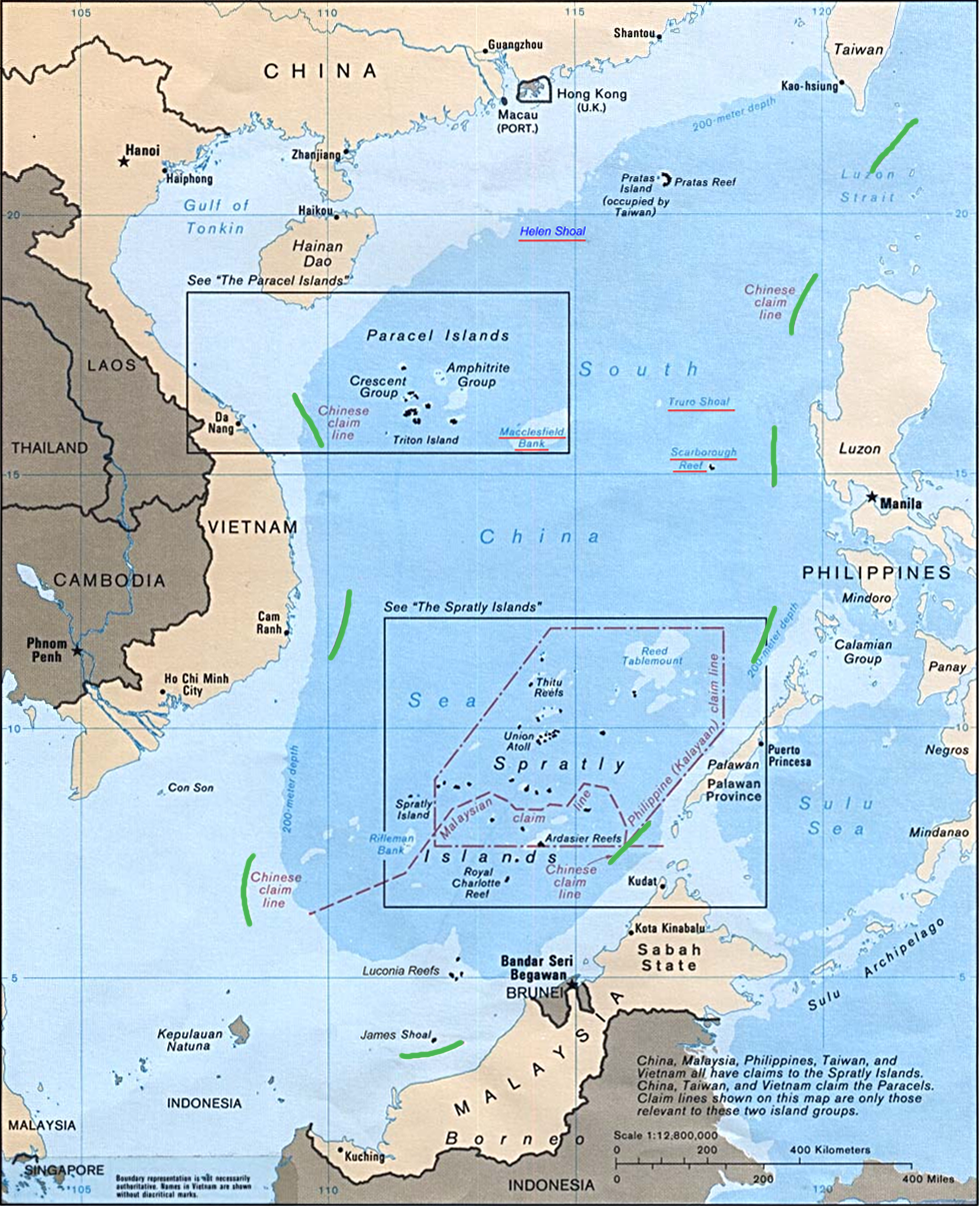
中華人民共和国が主張している「九段線」（緑色）

  - 第二次世界大戦の日本の敗戦以降フランスが領有してきたが、フランス領インドシナ解体後に各国の領有権論争が過熱。現在中国、台湾、ベトナム、フィリピン、マレーシアが全体の領有権を主張しているほか、ブルネイが一部の領有権を主張している。なお、ブルネイ以外の各国はいずれかの島の実効支配を確立している。1983年にはドイツ人アマチュア無線家のグループが移動運用の為に上陸して、ベトナム軍の守備隊に射殺される事件が起きている。

- 西沙諸島（中国・ベトナム・台湾）
  - 日本の敗戦後に中国とベトナムが占領したが、のちに中国が全域を支配。台湾、ベトナムが領有を主張。

- 中沙諸島（中国・台湾・フィリピン）
  - 中国が実効支配しているが、台湾・フィリピンも領有を主張。

- 東沙諸島（台湾・中国）
  - 台湾が実効支配しているが、中国も領有を主張。

なお、九段線とその囲まれた海域に対する中国主張の歴史的権利について、2016年7月12日、ハーグの常設仲裁裁判所は「法的根拠がなく、国際法に違反する」と判断を下した（南シナ海判決）が、中国は受け入れを拒否している。
- バクロンヴィー島（ベトナム・台湾）
  - 1957年に中国からベトナムに割譲された。しかし、台湾はこれを認めておらず領有を主張。

- サバ州（マレーシア・フィリピン）
  - マレーシアの一つの州であるが、フィリピンがスールー王国を根拠に領有を主張。

- スカボロー礁（中国・台湾・フィリピン）
  - 2012年の対立以降、中国による実効支配が続いている。

- ジェームズ礁（マレーシア・中国・台湾）
  - 台湾は、北緯4℃が最南端であるとしている。

- 江心坡（ミャンマー・台湾）
  - 台湾は、ザガイン地方域及びカチン州北部を雲南省の一部として領有を主張している。なお、中国も1961年まで領有を主張していた。

### 南アジア
- ブータン・中国間の国境線

カシミール紛争

  - 主張する国境線に食い違いが大きく、2010年時点において交渉中[11]。2011年時点で、ブータンと中国とは国交が樹立していない[12]。ブータンの面積は、従来は約46500km2だったが、2006年に発表した新国境線で北部の多くが中華人民共和国領とされたため、約38400km2に減少した[13]。

- アルナーチャル・プラデーシュ州（インド・中国）
  - もともとこの地域の国境はイギリスとチベットの間で決められた上でインド帝国が実効支配していたが、中国がこれを不当としてこの地域の領有権を主張している。現在もインドが実効支配中。

- カシミール（インド・パキスタン・中国）
  - インドとパキスタンの独立の際に帰属をめぐり紛争が勃発。さらに中印国境紛争で中国が一部（アクサイチン）を占領、併合。現時点でインドが全域、パキスタンがアクサイチンをのぞく全域、中国がアクサイチンの領有を主張してカシミールは3分割された状態となっている。

### 中央・西アジア
- パレスチナ（イスラエル・パレスチナ）
  - パレスチナ分割決議を不服としたアラブ人側が第一次中東戦争を起こし、この地はイスラエル・ヨルダン・エジプトによって分割された。しかしイスラエルは第三次中東戦争でヨルダン・エジプト占領地も併合した。
  - 国際社会では第三次中東戦争での占領地の併合を認められていない（安保理決議242[注 2]、国際司法裁判所「東エルサレムを含む占領下のパレスチナ領域におけるイスラエルの政策と実行から生じる法的帰結」の勧告的意見[14]など）。イスラエルは、外交的には占領地では無く「係争地」であると主張しつつ、ユダヤ人入植地の建設や、原住民の迫害・追放を推進し、実効支配を続けることで事実上の併合を企図している。また、エジプトやヨルダンなどごく一部を除くイスラム諸国ではイスラエルを国家承認していなかった。しかし2020年、イスラエルがアメリカの仲介でアラブ首長国連邦との国交正常化にこぎつけると（アブラハム合意）、続いてコソボ、バーレーン、スーダン、モロッコとも国交正常化を果たした[注 3]。この結果、占領地の返還を国交正常化の条件としているパレスチナを、イスラエルが外交面でも包囲する情勢となってきている。

- エルサレム
  - パレスチナ分割決議では国際管理地とされたが、第一次中東戦争では西半分をイスラエルが、東半分をヨルダンが占領した。さらに、第三次中東戦争ではイスラエルが東半分も占領した。
  - イスラエルはエルサレム全域を実効支配しており、首都と宣言しているが、国際社会では認められていない（安保理決議478[15]）。このため、イスラエルを承認する国家も、大使館は原則としてテルアビブに置いている。また、パレスチナは東エルサレムの領有権を主張し、東エルサレムを首都と宣言している。2017年、アメリカがエルサレムをイスラエルの首都と承認した。米国の支援を受けるグアテマラ、ホンジュラスが追随し、2020年にはコソボがイスラエルとの国交正常化に際してエルサレムを首都と認めるなど、イスラエルの実効支配を追認する動きが強まっている。

- ゴラン高原（イスラエル・シリア）
  - シリアが領有してきたが、第三次中東戦争でイスラエルが占領、併合した。イスラエルの併合は国際社会から認められていないが、2019年、アメリカが初めて承認した。

- ハタイ県（トルコ・シリア）
  - 1939年にトルコに併合され、シリアが領有を主張。現在、シリアによる領有権の主張は弱まりつつあるが、完全に主張を撤回した訳ではない。

- トルコ・アルメニア間の国境線
  - トルコはアルメニア人虐殺によってアルメニア人の精神的象徴であるアララト山を含む大アルメニアの西部からアルメニア人を強制追放し、以後、同地を実効支配している。この為、アルメニアはトルコと旧ソ連によって設定された現在の国境線を認めていない。

- ダヴィド・ガレジ複合修道院の境界線
  - この修道院群は、ジョージアとアゼルバイジャンの国境に位置しており、修道院がどちらに属するかで争っている。

- アラブ首長国連邦・サウジアラビア間の国境線
  - 1974年に領土交換をすることで一旦国境が画定されるも、2006年にアラブ首長国連邦側がこの画定を否定し領土問題が再発した。

### ヨーロッパ
- クリミア半島（ロシア・ウクライナ）

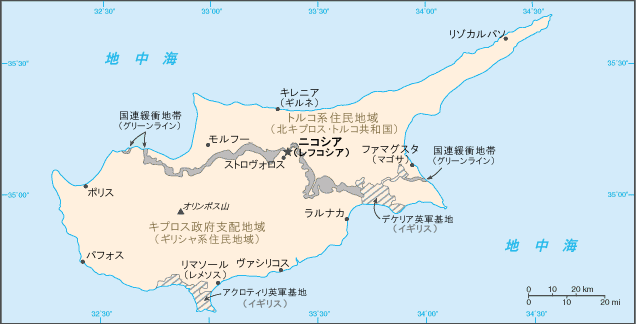
グリーンライン (キプロス)

  - ロシア人が多く居住する地域であったが、ソ連時代にウクライナ・ソビエト社会主義共和国に移管された。移管当時はソ連国内での管轄の変更に過ぎなかったため大きな問題にはならなかったが、ソ連解体後もウクライナの支配が続いたためロシアとの領土問題になった。
  - その後2014年ウクライナ騒乱の際にロシア軍がクリミアに展開しロシアの支援のもと一旦独立を宣言。ロシア編入を問う住民投票が行われ、結果編入賛成票が多数を占めたことからロシアが併合して実効支配が移った。しかし、住民投票を含めウクライナはこれを認めていない。

- シャレングラード島、ヴコヴァル島（セルビア・クロアチア）
  - ユーゴスラビア時代はクロアチアが支配していたが、1991年にクロアチア紛争が起こるとセルビアが中心のユーゴスラビア人民軍が占領。それ以降セルビアの支配下に置かれているが、クロアチアは返還を要求している。

- 南ベッサラビア・北ブコビナ（ウクライナ・ルーマニア・モルドバ）
  - ウクライナが実効支配しているが、ルーマニア・モルドバも領有を主張。

- ジブラルタル（イギリス・スペイン）
  - イギリスが事実上の飛地として実効支配しているが、スペインも領有を主張。現在も続いている中で記録上最も古い領土問題である[16]。

- オリベンサ（スペイン・ポルトガル）
  - ポルトガル人が大半の町だがスペインが実効支配しており、ポルトガルが返還を要求している。

### アメリカ大陸
- フォークランド諸島（イギリス・アルゼンチン）
  - イギリスが海外領土として実効支配しているが、アルゼンチンは返還を要求している。

- グアヤナエセキバ（ガイアナ・ベネズエラ）
  - イギリス領ギアナの時代から国境紛争を抱える。現在もガイアナが実効支配しているが、ベネズエラも領有を主張。

- ナヴァッサ島（アメリカ・ハイチ）
  - アメリカが合衆国領有小離島として実効支配しているが、ハイチも領有を主張。

- アベス島（ベネズエラ・ドミニカ国）
  - 1895年にベネズエラが領有を宣言したが、その後独立したドミニカ国が領有を主張。

- セラニャ・バンク（アメリカ・コロンビア・ニカラグア）
  - アメリカがグアノ島法を根拠に実効支配しているが、コロンビアは1982年に返還されたものとして領有を主張している。また、ニカラグアも領有を宣言している。

- バホヌエボ（コロンビア他4国）
  - グアノ島法を根拠とするアメリカ、および全体の返還を主張するコロンビアが共に一部を実効支配しているが、ジャマイカ・ニカラグア・ホンジュラスも領有を主張。

### アフリカ
- プラサス・デ・ソベラニア（スペイン・モロッコ）
  - 1956年にスペイン領モロッコからモロッコが独立したが、これらの地域は本国の一部であるとしてその後もスペインが実効支配を続けており、モロッコは返還を要求している。
  - なお、かつてスペインの飛地として残っていたタルファヤは1958年、イフニは1969年にモロッコに返還された。

- ハラーイブ・トライアングル（エジプト・スーダン）
  - 両国の独立後もこの地域は実質的に共同統治下に置かれていたが、1992年にスーダンが一方的に外国企業に石油採掘権を与えたことに反発してエジプトが軍事占領した。現在スーダンも領有を主張。

- アビエイ （スーダン・南スーダン）
  - 2011年に南スーダンが独立した際、この地域は住民投票によって帰属が定められるものとされたが、有権者の範囲を巡って両国が対立。結局領有は定まらず、現在もスーダン支配下にあるが南スーダンも領有を主張している。

- イレミ・トライアングル（ケニア・エチオピア・南スーダン）
  - イギリス領東アフリカ時代からケニアが実効支配しているが、エチオピアと南スーダンも領有を主張。

- マヨット島（フランス・コモロ）
  - 1912年以降マダガスカルの一部としてフランスが実効支配してきたが、1974年にコモロ諸島において実施された住民投票では独立票が多数で、コモロ諸島全域を領土とするコモロが独立した。しかし、フランスは住民投票時に反対票が多かったことを理由にマヨット島をフランス領にとどめたため、コモロとの間で領土問題となった。
  - なお、1976年に国連総会は「マヨット島はコモロに帰属する」旨を決議したが、フランスは受け入れを拒否した。

- ミギンゴ島 （ケニア・ウガンダ）
  - かつてよりケニアが実効支配してきたが、2000年代に付近が好漁場として注目されるとウガンダが領有主張を開始。一時両国が軍を派兵するなどしたが、現在も支配状況は変わっていない。

### オセアニア
- ウェーク島（アメリカ・マーシャル諸島）
  - アメリカが軍事拠点として領有しているが、アメリカ信託統治領から独立したマーシャル諸島も領有を主張している。

## 主な解決済みの事例
※ここでは、第二次世界大戦後に解決した領土問題について記述する。

### アジア
- 中ソ国境紛争：中国とソ連の間を流れるウスリー川の中州である珍宝島（ロシア名は「ダマンスキー島」）及び黒瞎子島（ロシア名は「大ウスリー島」）などの領有をめぐる紛争。2008年に最終解決した。
- 中国・ベトナム間の国境線
- 休戦オマーン土侯国（イギリス保護国）とマスカット・オマーンの境界線
  - 休戦オマーン側がアラブ首長国連邦として独立することとなり、一応は決着をみた。
- イエメン
  - 南北イエメンが統一したことにより解決。
- ラフハジュイマ
  - イラクとサウジアラビアとの間にかつてあった中立地帯。 1991年に国境が正式に確定。

- アウジャ
  - イスラエルとエジプトとの間にかつてあった中立地帯。
- チラン島・サナフィール島（英語版）（サウジアラビア・エジプト・イスラエル）
  - この二つは2017年に、サウジアラビアへと移管された。
- ベトナム
  - 1975年、北ベトナムに支援された南ベトナム解放民族戦線が南ベトナムを武力制圧し、翌年南が北に吸収される形で南北統一。
- カッチ大湿地
  - インド、グジャラート地方の湿地。かつて、インドとパキスタンがそれぞれ領有を主張していたが、第二次印パ戦争後の1968年にインドが90%、パキスタンが10%を領有することで解決[17]。

- ナゴルノ・カラバフ（アゼルバイジャン・アルメニア）
  - かつてからアゼルバイジャンの一地方であったが、アルメニア人が多く居住していることもありアルメニアも領有を主張してきた。
  - ソ連解体で両国が独立国家となって以降はさらに領土問題が過熱し紛争に発展。これ以降アルメニア影響下に樹立されたアルツァフ共和国が実効支配していたが、2023年9月にアゼルバイジャンの攻撃を受け降伏し、解散宣言（後に撤回）を行った。降伏により、アゼルバイジャンが主権回復を宣言する[18]。
  - しかし、アルツァフ共和国指導部は2023年10月以降、移転先のエレバンで亡命政府として活動している[19]。

- チャゴス諸島
  - イギリスがイギリス領インド洋地域として実効支配しているが、かつて同じ植民地として統治されていたモーリシャスが領有権を主張していた。
  - 国際司法裁は2019年2月、「モーリシャスの独立後もイギリスが分離統治し続けているのは違法である」との判断を下した[20]のち、2024年10月イギリスがチャゴス諸島の返還を発表した。なお、ディエゴガルシア島の米英軍基地は引き続き駐留する[21]。

### ヨーロッパ
- オーデル・ナイセ線（ドイツ・ポーランド）
  - 1950年のズゴジェレツ条約により暫定的に承認。1990年に国境線に関する最終確認条約により解決。
- ドイツ
  - 1989年のベルリンの壁崩壊により後日、東ドイツが西ドイツに吸収される形で東西統一。
- ロッコール島
  - イギリス領であり、アイルランドやアイスランドが領有権を主張していたがイギリスが島としての主張を取り下げ、岩であると認めることによって紛争を解決。
- オーランド諸島
  - 元はスウェーデン領であったが、紆余曲折を経て1922年にフィンランドへの帰属が確定。島民らはスウェーデン帰属を強く訴えていたが、大幅な自治権が認められたため現状維持の意見が多数となる。スウェーデンへの復帰も認められている。

### アメリカ大陸
- コーン諸島
  - カリブ海にあるニカラグアの島だが、1914年のブライアン・チャモロ条約により、アメリカが99年間の租借権を獲得した。しかし、いつしかアメリカは島を放置し、1971年にブライアン・チャモロ条約を破棄し、ニカラグアに返還した。
- スワン諸島
  - 1856年にグアノ島法により、アメリカが領有した。1920年にホンジュラスが領有を主張し、1971年にアメリカはホンジュラスにこの島を譲渡した。
- サンアンドレス島とプロビデンシア島
  - コロンビアに属する島だがニカラグアが領有を主張していた。1991年にコロンビアの憲法改正により、ニカラグアは両島のコロンビアの統治権を認めた。
- ハンス島（カナダ・デンマーク）
  - デンマーク（自治領としてグリーンランドを領有）とカナダの双方が領有を主張。2022年に分割領有することで合意した[22]。

### アフリカ
- シナイ半島（エジプト・イスラエル）
  - 第三次中東戦争中、イスラエルはシナイ半島の領有を主張していた。1979年のエジプト・イスラエル平和条約に基づき、1982年にエジプトに返還された。
- バドメ（エチオピア・エリトリア）
  - 1988年に始まったエチオピア・エリトリア国境紛争が起きるきっかけになった町である。2018年に行われた両国の首脳会談で、エチオピアに引き渡されることになった。
- バカシ半島（カメルーン・ナイジェリア）
  - 国際司法裁判所の判決と、グリーンツリー協定（英語版）によってカメルーンヘと引き渡された。
- セデュードゥー島（英語版） （ボツワナ・ナミビア）
  - 1999年、国際司法裁判所の判決によってボツワナが勝訴したことで、ナミビアは主張を撤回した。

## 国際司法により解決した事例

### 特設仲裁裁判所
- 「クリッパートン島事件」（フランス対メキシコ・1931年）

### 常設仲裁裁判所
- 「パルマス島事件」（アメリカ対オランダ・1928年）

### 常設国際司法裁判所
- 「東部グリーンランド事件」（デンマーク対ノルウェー・1933年）

### 国際司法裁判所
- 「マンキエ・エクレオ事件」（イギリス対フランス・1953年）
- 「国境地区の主権に関する事件」（オランダ対ベルギー・1959年）
- 「プレア・ビヘア寺院事件」（カンボジア対タイ・1962年）
- 「国境紛争事件」（ブルキナファソ対マリ・1986年）
- 「陸地、島および海の境界紛争に関する事件」（エルサルバドル対ホンジュラス・1992年）
- 「領土紛争事件」（チャド対リビア・1994年）
- 「カシキリ／セドゥドゥ島事件」（ナミビア対ボツワナ・1999年）
- 「カタールとバーレーンとの間の海洋境界画定及び領土問題に関する事件」（2001年）
- 「カメルーン・ナイジェリア間の領土・海洋境界画定事件」（2002年）
- 「リギタン島およびシパダン島の主権に関する事件」（インドネシア対マレーシア・2002年）
- 「国境紛争事件」（ニジェール対ベナン・2005年）
- 「ニカラグアとホンジュラスの間のカリブ海における領土及び海洋紛争」（2007年）
- 「ペドラブランカ／プラウバトゥプテ、中央岩及び南暗礁に対する主権」（シンガポール対マレーシア・2008年）
- 「黒海海洋境界画定事件」（ウクライナ対ルーマニア・2009年）

## 凍結中の事例
- 南極大陸：南極における領有権主張の一覧を参照。 フランス、チリ、アルゼンチン、オーストラリア、イギリス、ノルウェー、ニュージーランド、ブラジル、ドイツ等が南極大陸における領有権主張（特に英仏爾3国は海外領土の属領として領有主張）を行っていたが、南極条約によって領有権は凍結された。ただし領有権自体を否定したわけではないので、将来的に領土問題が再燃する可能性はある。また、オーストラリアやアルゼンチンのように今も南極における領土主張に意欲を見せている国もある。

## 「県境」問題
日本国内において、県境が定まらずもめることも「領土問題」ということがある。蔵王連峰（蔵王県境裁判）や中海など。
富士山の山頂は静岡県と山梨県が所有を争った末、「県境を定めない」と、敢えて未確定としている。